# 滨海新区文化中心

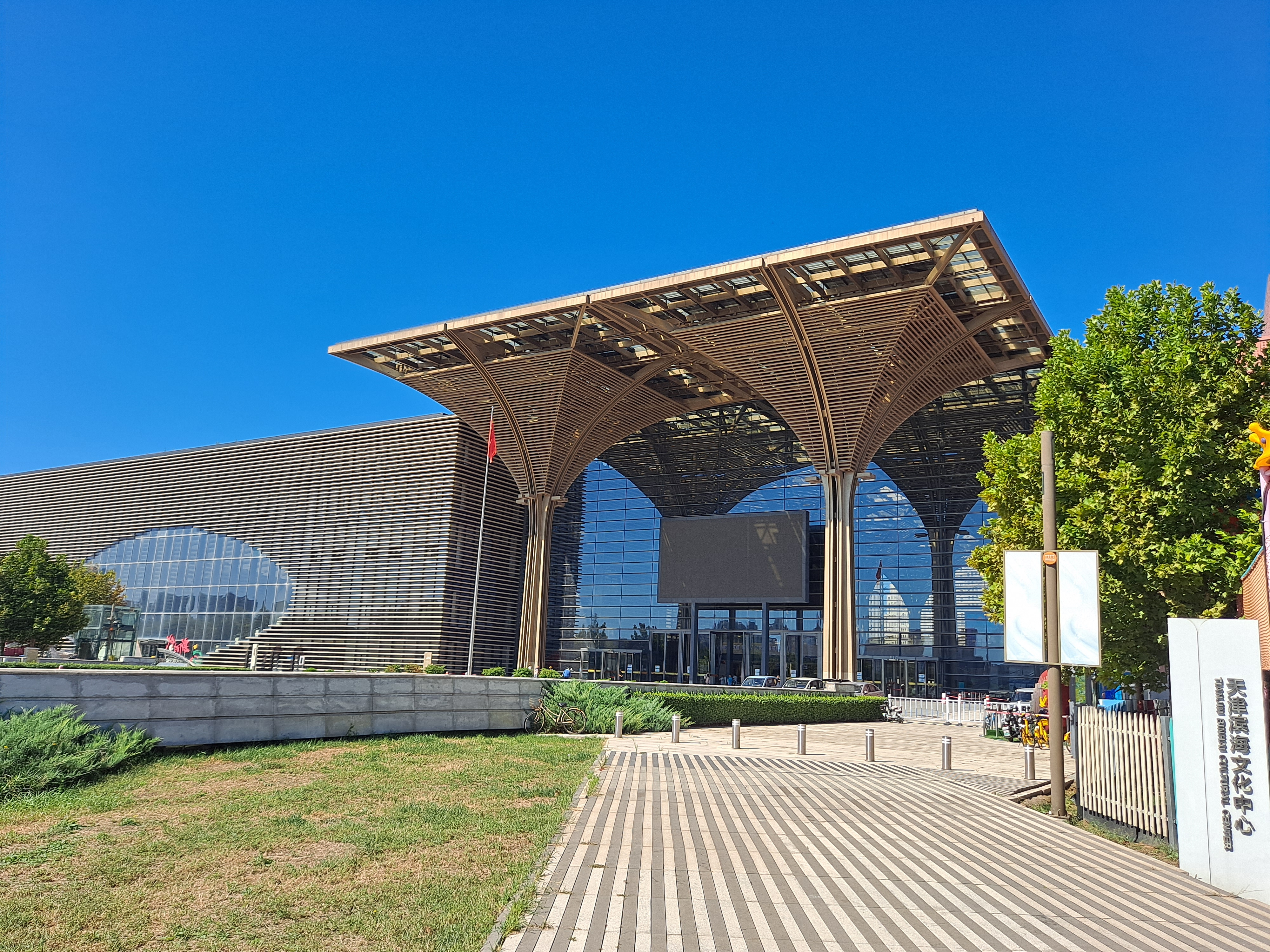
天津滨海文化中心

滨海新区文化中心，也称天津滨海文化中心，位于中华人民共和国天津市滨海新区核心区。项目规划总用地面积约为90公顷。2017年10月1日，滨海新区文化中心一期启动试运营，包括滨海新区图书馆、滨海演艺中心、滨海新区美术馆、滨海探索馆、市民活动中心等，由天津市滨海新区国有资产监督管理委员会全资的天津市滨海新区文化中心投资管理有限公司负责工程建设及运营管理。